# Atlasi
VIS Atlasi je hrvatski glazbeni sastav iz Splita.

## Povijest
Skupina splitskih tinejdžera i studenata okupila se na zajedničku svirku. Nastao je vokalno-instrumentalni sastav Atlasi. Prvu su svirku održali 1968. godine u prostorijama Društva inženjera i tehničara na vrhu Koteksova nebodera u današnjoj Zvonimirovoj ulici u Splitu. Svirali su po uzoru na najveće onovremene sastave. Izvodili su skladbe poznatih sastava. Po cijelu su noć slušali Radio Luxembourg, zapisujući stihove pjesama i na probama pogađali tonove. Kao njihovi inozemni uzori, svirali su uglavnom s četiri glazbala od kojih su tri bile gitare. Izvodili su uspješnice Creedencea, Little Richarda, Chucka Berryja, Jimija Hendrixa, Deep Purplea. Nastupali su jedino na terasama i u baštama renomiranih hotela na jadranskoj obali, što je onda bilo prestižno mjesto nastupa za kvalitetan glazbeni sastav. Plesnjaci na tim mjestima bili su mjesto odvijanja ljubavnog i društvenog života, i na zamolbe obožavatelja izveli bi sentiše. Uvijek su ulagali u vrhunska glazbala, za koje su mnogo trošili. Svojevremeno su bila vrlo popularna grupa. Toliko su bili popularni da su ljudi ostajali do kraja svirke na Duilovu, sat nakon što je zadnji autobus odvezao. Tada je Duilovo bilo daleko od grada Splita. Po cijela su ljeta članovi živjeli u hotelu. U iz prilično izdašne plaće, gdje su zarađivali više od roditelja i braće i sestraa, imali su tako dobar provod da im je uz vrhunsku svirku dobra plaća bila u drugom planu: kupanje, sunčanje, pustolovine gotovo kao na filmu, a svaku večer od osam pa sve do ponoći uživali su u svirci za koju su još bili plaćeni. Samo jedan član sastava bio je zaposlen; radio je u Jugoplastici. Vježbali su neko vrijeme u podrumu skladišnog prostora Trgovačke mreže Jugoplastike u Zvonimirovoj. Zaslužan za to je rukovoditelj Službe za aranžiranje i dekoraciju Josip Knežević. Tako su im probe pratile i zaposlenice u prodavaonici na katu.
Onda su bila vremena kad se prvo gradilo ugled kod publike i kod kritičara, pa tek onda uz malo sreće i mnogo talenta otvarala su se vrata glazbenih studija. Prvu su ploču snimili u studiju Radio Splita, na kojoj su bile skladbe Tonča Stipišića Jedna mala i Zaboravi dane te. Producirao ju je Ljubo Stipišić, koji je napisao svoj osvrt na omotnici ploče i nazvao ih onima koji tek dolaze. Drugi su nosač zvuka objavili 1975. godine. Skladbe je napisao Nenad Vilović, a snimili su ih u njegovom studiju u Kineskom zidu.
Potkraj 1970-ih svirali su ispred kultnog diskokluba na Zenti, tadašnjeg Buddija. Godine 1979. prozvali su se Ocean. U sastav je došla pjevačica Ivanka Luetić. Bubnjar je bio Damir Mihanović Čubi. Svirali su na terasi Dioklecijan u Turističkoj palači. Splitski glazbeni menadžer Ivica Bubalo vodio je ondje organizaciju i rado ih je angažirao. 1980-ih su se odvojili od profesionalne glazbe.

## Diskografija
- Jedna mala / Zaboravi te dane, singlica ‎7", PGP RTB, 1974.
- Danas na radiju sam čuo / Hari hej, Hari hoj, singlica ‎7", Diskos, 1975.

## Članovi
Djelimičan popis članova:
- Pero Matić - vokal i gitara
- Tonči Stipišić Toni - vokal i gitara
- Mislav Kukoč - bas-gitara
- Fiodor Matoković Braco - bas-gitara
- Nenad Grubelić Neno - bas-gitara
- Silvio Goll Kevesić - bubnjevi
- Eugen Petrašić Genči - bubnjevi
- Stipe Bulić - bubnjevi
- Perislav Bonačić Peco - bubnjevi
- Joško Čelan - orgulje
- Franko Karaman - orgulje
- Ivica Kalebić - orgulje
- Ante Bezić Beza - orgulje
- Ante Mrak Toni - orgulje
- Obrad Ilijašević Harma - orgulje
- Vladimir Batinić Vlado
- Hrvoje Tudor Hrco - orgulje
- Ivo Lesić - orgulje
- Plamenko Bavčević Prajo - orgulje
- Vladimir Pavić Vlado - saksofon
- Matko Zorica - gitara
- Ivanka Luetić - vokal
- Damir Mihanović Čubi - bubnjevi

## Vanjske poveznice
- Discogs
- VIS Atlasi - Danas na radiju sam cuo - (Audio 1975) , Diskosov službeni kanal na YouTubeu